# Seznam občin italijanske dežele Abruci
Seznam občin italijanske dežele Abruci.

## Pokrajina L'Aquila
A
Acciano - Aielli - Alfedena - Anversa degli Abruzzi - Ateleta - Avezzano
B
Balsorano - Barete - Barisciano - Barrea - Bisegna - Bugnara
C
Cagnano Amiterno - Calascio - Campo di Giove - Campotosto - Canistro - Cansano - Capestrano - Capistrello - Capitignano - Caporciano - Cappadocia - Carapelle Calvisio - Carsoli - Castel del Monte - Castel di Ieri - Castel di Sangro - Castellafiume - Castelvecchio Calvisio - Castelvecchio Subequo - Celano - Cerchio - Civita d'Antino - Civitella Alfedena - Civitella Roveto - Cocullo - Collarmele - Collelongo - Collepietro - Corfinio
F
Fagnano Alto - Fontecchio - Fossa
G
Gagliano Aterno - Gioia dei Marsi - Goriano Sicoli
I
Introdacqua
L
L'Aquila - Lecce nei Marsi - Luco dei Marsi - Lucoli
M
Magliano de' Marsi - Massa d'Albe - Molina Aterno - Montereale - Morino
N
Navelli
O
Ocre - Ofena - Opi - Oricola - Ortona dei Marsi - Ortucchio - Ovindoli
P
Pacentro - Pereto - Pescasseroli - Pescina - Pescocostanzo - Pettorano sul Gizio - Pizzoli - Poggio Picenze - Prata d'Ansidonia - Pratola Peligna - Prezza
R
Raiano - Rivisondoli - Rocca Pia - Rocca di Botte - Rocca di Cambio - Rocca di Mezzo - Roccacasale - Roccaraso
S
San Benedetto dei Marsi - San Benedetto in Perillis - San Demetrio ne' Vestini - San Pio delle Camere - San Vincenzo Valle Roveto - Sant'Eusanio Forconese - Sante Marie - Santo Stefano di Sessanio - Scanno - Scontrone - Scoppito - Scurcola Marsicana - Secinaro - Sulmona
T
Tagliacozzo - Tione degli Abruzzi - Tornimparte - Trasacco
V
Villa Sant'Angelo - Villa Santa Lucia degli Abruzzi - Villalago - Villavallelonga - Villetta Barrea  - Vittorito

## Pokrajina Chieti
A
Altino - Archi - Ari - Arielli - Atessa
B
Bomba - Borrello - Bucchianico
C
Canosa Sannita - Carpineto Sinello - Carunchio - Casacanditella - Casalanguida - Casalbordino - Casalincontrada - Casoli - Castel Frentano - Castelguidone - Castiglione Messer Marino - Celenza sul Trigno - Chieti - Civitaluparella - Civitella Messer Raimondo - Colledimacine - Colledimezzo - Crecchio - Cupello
D
Dogliola
F
Fallo - Fara Filiorum Petri - Fara San Martino - Filetto - Fossacesia - Fraine - Francavilla al Mare - Fresagrandinaria - Frisa - Furci
G
Gamberale - Gessopalena - Gissi - Giuliano Teatino - Guardiagrele - Guilmi
L
Lama dei Peligni - Lanciano - Lentella - Lettopalena - Liscia
M
Miglianico - Montazzoli - Montebello sul Sangro - Monteferrante - Montelapiano - Montenerodomo - Monteodorisio - Mozzagrogna
O
Orsogna - Ortona
P
Paglieta - Palena - Palmoli - Palombaro - Pennadomo - Pennapiedimonte - Perano - Pietraferrazzana - Pizzoferrato - Poggiofiorito - Pollutri - Pretoro
Q
Quadri
R
Rapino - Ripa Teatina - Rocca San Giovanni - Roccamontepiano - Roccascalegna - Roccaspinalveti - Roio del Sangro - Rosello
S
San Buono - San Giovanni Lipioni - San Giovanni Teatino - San Martino sulla Marrucina - San Salvo - San Vito Chietino - Sant'Eusanio del Sangro - Santa Maria Imbaro - Scerni - Schiavi di Abruzzo
T
Taranta Peligna - Tollo - Torino di Sangro - Tornareccio - Torrebruna - Torrevecchia Teatina - Torricella Peligna - Treglio - Tufillo
V
Vacri - Vasto - Villa Santa Maria - Villalfonsina - Villamagna

## Pokrajina Pescara
A
Abbateggio - Alanno
B
Bolognano - Brittoli - Bussi sul Tirino
C
Cappelle sul Tavo - Caramanico Terme - Carpineto della Nora - Castiglione a Casauria - Catignano - Cepagatti - Città Sant'Angelo - Civitaquana - Civitella Casanova - Collecorvino - Corvara - Cugnoli
E
Elice
F
Farindola
L
Lettomanoppello - Loreto Aprutino
M
Manoppello - Montebello di Bertona - Montesilvano - Moscufo
N
Nocciano
P
Penne - Pescara - Pescosansonesco - Pianella - Picciano - Pietranico - Popoli
R
Roccamorice - Rosciano
S
Salle - San Valentino in Abruzzo Citeriore - Sant'Eufemia a Maiella - Scafa - Serramonacesca - Spoltore
T
Tocco da Casauria - Torre de' Passeri - Turrivalignani
V
Vicoli - Villa Celiera

## Pokrajina Teramo
A
Alba Adriatica - Ancarano - Arsita - Atri
B
Basciano - Bellante - Bisenti
C
Campli - Canzano - Castel Castagna - Castellalto - Castelli (TE) - Castiglione Messer Raimondo - Castilenti - Cellino Attanasio - Cermignano - Civitella del Tronto - Colledara - Colonnella - Controguerra - Corropoli - Cortino - Crognaleto
F
Fano Adriano
G
Giulianova
I
Isola del Gran Sasso d'Italia
M
Martinsicuro - Montefino - Montorio al Vomano - Morro d'Oro - Mosciano Sant'Angelo
N
Nereto - Notaresco
P
Penna Sant'Andrea - Pietracamela - Pineto
R
Rocca Santa Maria - Roseto degli Abruzzi
S
Sant'Egidio alla Vibrata - Sant'Omero - Silvi
T
Teramo - Torano Nuovo - Torricella Sicura - Tortoreto - Tossicia
V
Valle Castellana